# Rico
Rico ist ein männlicher Vorname und Familienname.

## Herkunft und Bedeutung
Das Adjektiv rico bedeutet im Spanischen reich, aber auch reichhaltig, lecker, im Zusammenhang mit z. B. Kleinkindern auch süß, niedlich.
Rico ist die spanische und portugiesische Kurzform für Ricardo (Pendant hierfür im Deutschen ist Richard).
Rico ist die schweizerdeutsche Bezeichnung für Ricardo mit Ursprung im Kanton Graubünden.
Rico ist wie Enzo eine der italienischen Kurzformen für Enrico (Pendant zum deutschen Namen Heinrich).

## Varianten
- Ricco (ebenfalls eine Kurzform des Namens Enrico)

## Namensträger

### Vorname
- Rico Benatelli (* 1992), deutscher Fußballspieler
- Rico Bonath (* 1983), deutscher Handballspieler
- Rico Diks (* 1975), niederländischer Poolbillardspieler
- Rico Elmer (* 1969), Schweizer Skibergsteiger
- Rico Freimuth (* 1988), deutscher Zehnkämpfer
- Rico Gebhardt (* 1963), deutscher Politiker
- Rico Gulda (* 1968), österreichischer Pianist, Kulturmanager und Produzent
- Rico Lieder (* 1971), deutscher Leichtathlet und Olympiateilnehmer
- Rico Rex (* 1976), deutscher Eiskunstläufer
- Rico Rodriguez (Musiker) (1934–2015), jamaikanischer Posaunist und Komponist
- Rico Rodriguez (Schauspieler) (* 1998), US-amerikanischer Schauspieler
- Rico Schmitt (* 1968), deutscher Fußballtrainer
- Rico Steinemann (1939–2003), Schweizer Journalist, Autorennfahrer, -leiter
- Rico Steinmann (* 1967), deutscher Fußballspieler
- Rico Weber (1942–2004), Schweizer Künstler

### Familienname
- Alba Rico (* 1989), spanische Schauspielerin und Sängerin
- Álvaro Rico (* 1996), spanischer Schauspieler
- Antonio Balboa Rico (* 1964), spanischer Radrennfahrer
- Carlos Marcelino Rico Ferrat (1950–2010), mexikanischer Diplomat
- Diego Rico (* 1993), spanischer Fußballspieler
- Eugenia Rico (* 1972), spanische Schriftstellerin
- Francisco Rico (1942–2024), spanischer Hochschullehrer, Philologe, Literaturwissenschaftler und Autor
- Fred Rico (* 1944), US-amerikanischer Baseballspieler
- Gabriele Rico (1937–2013), US-amerikanische Anglistin und Kunstpädagogin
- Guillermo Rico (1920–2013), argentinischer Schauspieler und Tangosänger
- Isidro Rico (* 1961), mexikanischer Marathonläufer
- Iván Sánchez Rico Soto (* 1980), spanischer Fußballspieler
- Jesús Rico García (* 1954), spanischer römisch-katholischer Geistlicher und Bischof von Ávila
- José de Rico (* 1982), spanischer Musiker
- José Rico Pavés (* 1966), spanischer Geistlicher, Bischof von Jerez de la Frontera
- Juan Bautista Rico (1561–1618), spanischer Ordensgründer und Heiliger der katholischen Kirche
- Lorenzo Rico (* 1962), spanischer Handballspieler
- Manuel Rico Rego (* 1952), spanischer Dichter, Erzähler und Literaturkritiker
- María de las Mercedes Rico Carabias (1945–2022), spanische Diplomatin und Botschafterin
- Martín Rico y Ortega (1833–1908), spanischer Maler
- Mikel Rico (* 1984), spanischer Fußballspieler
- Paquita Rico (1929–2017), spanische Copla-Sängerin und Schauspielerin
- Régulo Rico (1877–1960), venezolanischer Komponist
- Sergio Rico (* 1993), spanischer Fußballspieler

### Künstlername
- Rico Suave (* 1970), Künstlername des puerto-ricanischen Profiwrestlers Julio Estrada

### Deckname
- Deckname während der 1980er Jahre von Efrem Cattelan (1931–2014), Schweizer Berufsoffizier

### Spitzname
- Rico Washington (* 1978), US-amerikanischer Baseballspieler